# 佐々木半九
佐々木 半九（ささき はんく、1896年〈明治29年〉1月1日 - 1971年〈昭和46年〉10月6日）は、日本の海軍軍人。太平洋戦争において特殊潜航艇（甲標的）部隊指揮官として真珠湾攻撃、シドニー湾攻撃に参加。のち第六艦隊参謀長として回天作戦に関わる。最終階級は海軍少将。

## 概要

### 略歴
広島県出身。三次中学を経て海軍兵学校45期卒。席次は89名中31番。同期に有賀幸作、富岡定俊、古村啓蔵らがいる。佐々木は水雷学校及び潜水学校高等科を修了した潜水艦専攻士官で、大尉、少佐時代に4艦で潜水艦長を務めている。中佐時代は潜水学校と水雷学校で教官を務めた後、「神威」、「八雲」、木更津海軍航空隊で副長を務め、第21潜水隊司令に就任。大佐進級後は第12潜水隊、第7潜水隊の司令を務めている。
1941年（昭和16年）7月に第3潜水隊司令に就任。潜水艦5隻、特殊潜航艇（以下「特潜」）5隻で構成された特別攻撃隊指揮官として真珠湾攻撃に参加した。引く続く特潜の第二次攻撃では東方先遣隊指揮官として、シドニー湾攻撃を実施している。1943年（昭和18年）1月には潜水学校教頭、1944年（昭和19年）7月18日には第一特別攻撃隊附となる。同部隊は特攻兵器・回天搭乗員の訓練部隊である。10月に少将へ昇進していた佐々木は第六艦隊参謀長に就任。作戦首脳の一人として回天作戦に関わった。

### 特殊潜航艇

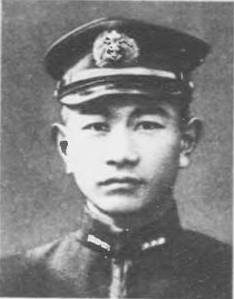
九軍神・岩佐直治

1941年（昭和16年）10月23日、佐々木は第六艦隊司令部から、特潜（甲標的）による真珠湾攻撃実施計画を知らされた。特潜を搭載する潜水艦には10月末に完成したものもあり、出撃日の11月18日まで時間が足りず、真珠湾へ到達することにさえ疑問があった。佐々木はそれまで特潜の知識がなく、期間も錬度も不足する悪条件のなかで作戦計画をまとめあげ、攻撃を実施したのである。しかし搭乗員10名のうち9名が戦死し、1名は捕虜となった。酒巻和男が捕虜となった情報は12月10日又は11日に得ており、不可抗力であるとして、原田覚らと十軍神として扱うよう意見具申を行っている。しかし海軍省は採用せず戦死者が九軍神として発表された。佐々木は帰還後に特潜搭乗員の最先任者であった岩佐直治の実家を訪れているが、作戦内容は機密であり、出撃を見送った岩佐との関係を明かすことはできなかった。
また真珠湾攻撃における潜水艦部隊は、米艦船の追尾攻撃も期待されていた。しかし参戦した潜水艦長と同様に実戦では困難であると考えており、黒島亀人には、潜水艦は待機攻撃か通商破壊作戦に使用すべきとの考えを伝えている。
佐々木は戦訓から特潜と潜水艦に交通塔を設置、ジャイロコンパスの改良などの準備を行い、再び特潜部隊指揮官として攻撃に向かう。佐々木は特潜搭乗員に無理な攻撃はしないよう指示をしていたが、出撃した特潜3隻は帰還せず、松尾敬宇ら6名の搭乗員は全員戦死という結果に終わった。この作戦は攻撃目標候補が複数あり、潜水艦搭載の偵察機の情報によりシドニー湾攻撃が決定したもので、事前の準備に限界があり、中村秀樹は指揮官である佐々木の苦衷に理解を示している。

### 回天

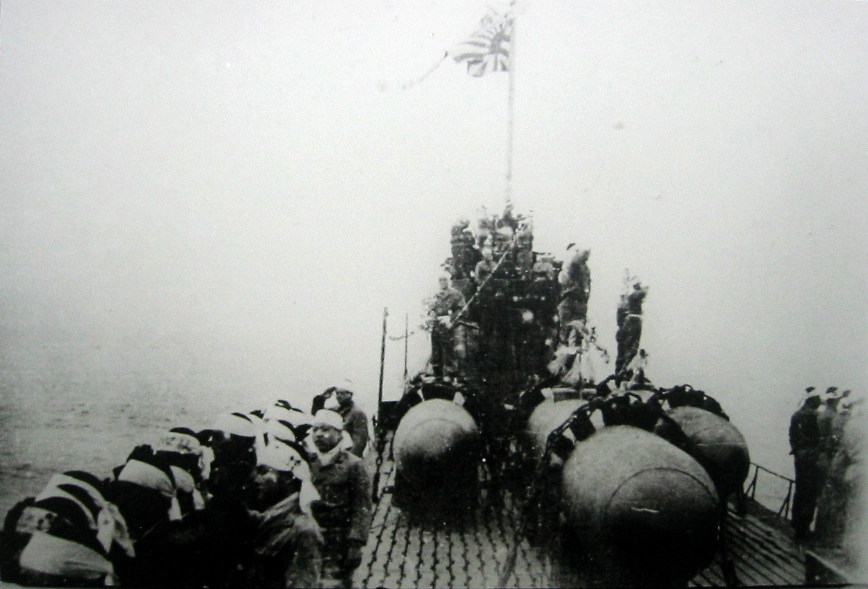
回天

回天は1944年（昭和19年）8月1日、正式に兵器として採用された。同年7月21日に発せられた大海指431号には特殊奇襲兵力の使用が指示されており、回天主務参謀・鳥巣建之助はこれが特攻兵器であるとしている。鳥巣が特攻作戦の指示を受けたのは同年3月であった。佐々木は第一特別攻撃隊附、第六艦隊参謀長として回天作戦に関わる。
回天は当初連合国艦船が停泊している泊地への攻撃に用いられた。軍令部、連合艦隊、第六艦隊首脳の方針であったが、現場の潜水艦長たちは反発し、洋上での使用を求めていた。泊地攻撃は、目標が停止していること、攻撃日時が決定していることなどから回天搭乗員への負担を軽減できると考えられていたが、連合国の泊地警戒は厳しく、出撃した回天が環礁に乗り上げ自爆、搭載潜水艦が撃沈されるなど作戦は困難であった。鳥巣は方針変更を佐々木に主張。佐々木は艦隊司令長官が同席した幕僚会議の開催提案を受入れ、方針転換が実現した。

### 艦長を務めた潜水艦
- 呂号第56潜水艦
- 呂号第62潜水艦
- 呂号第64潜水艦
- 伊号第65潜水艦

1947年（昭和22年）11月28日、公職追放仮指定を受けた。

## 著書
- 今和泉喜次郎との共著『鎮魂の海 実録・特殊潜航艇決戦全記』読売新聞社
  - 改題『決戦特殊潜航艇』朝日ソノラマ ISBN 4-257-17047-6